# Seymour (Texas)
Seymour é uma cidade localizada no estado norte-americano de Texas, no Condado de Baylor.

## Demografia
Segundo o censo norte-americano de 2000, a sua população era de 2908 habitantes.
Em 2006, foi estimada uma população de 2670, um decréscimo de 238 (-8.2%).

## Geografia
De acordo com o United States Census Bureau tem uma área de
7,1 km², dos quais 7,1 km² cobertos por terra e 0,0 km² cobertos por água.

## Localidades na vizinhança
O diagrama seguinte representa as localidades num raio de 44 km ao redor de Seymour.